# Salaya
Salaya é uma cidade e um município no distrito de Jamnagar, no estado indiano de Guzerate.

## Geografia
Salaya está localizada a 22° 19′ N, 69° 36′ L. Tem uma altitude média de 19 metros (62 pés).

## Demografia
Segundo o censo de 2001, Salaya tinha uma população de 26.908 habitantes. Os indivíduos do sexo masculino constituem 50% da população e os do sexo feminino 50%. Salaya tem uma taxa de literacia de 26%, inferior à média nacional de 59,5%: a literacia no sexo masculino é de 36% e no sexo feminino é de 17%. Em Salaya, 19% da população está abaixo dos 6 anos de idade.